# ライブゲーム
ライブゲーム（live game）とは、ライブ配信中の配信者と視聴者が参加できるゲームのことである。
日経クロストレンドによる2023年ヒット予測ランキングにて、7位に選ばれた業態である。

## ライブゲームの特徴
「配信中のゲームに、視聴者がリアルタイムで介入できる」ことが最大の特徴である。
実際にスタジオで撮影された映像がライブで配信されるためゲームの正当性が確保されている。オンラインカジノがスタジオを運営している場合もあるが、スタジオだけを運営している会社も存在する。

## ライブゲームの例
提供企業
- fingger[1]
- ミラティブ[1]